# Cantonul Cambremer
Cantonul Cambremer este un canton din arondismentul Lisieux, departamentul Calvados, regiunea Basse-Normandie, Franța.

## Comune
| Comune                      | Populație (1999) | Cod poștal | Cod INSEE |
| --------------------------- | ---------------- | ---------- | --------- |
| Auvillars                   | ...              | 14340      | 14033     |
| Beaufour-Druval             | ...              | 14340      | 14231     |
| Beuvron-en-Auge             | ...              | 14430      | 14070     |
| Bonnebosq                   | ...              | 14340      | 14083     |
| Cambremer                   | ...              | 14340      | 14126     |
| Formentin                   | ...              | 14340      | 14280     |
| Le Fournet                  | ...              | 14340      | 14285     |
| Gerrots                     | ...              | 14430      | 14300     |
| Hotot-en-Auge               | ...              | 14430      | 14335     |
| Léaupartie                  | ...              | 14340      | 14358     |
| Montreuil-en-Auge           | ...              | 14340      | 14448     |
| Notre-Dame-d'Estrées-Corbon | 0                | 14340      | 14474     |
| Repentigny                  | ...              | 14340      | 14533     |
| La Roque-Baignard           | ...              | 14340      | 14541     |
| Rumesnil                    | ...              | 14340      | 14550     |
| Saint-Ouen-le-Pin           | ...              | 14340      | 14639     |
| Valsemé                     | ...              | 14340      | 14723     |
| Victot-Pontfol              | ...              | 14430      | 14743     |